# Sabal uresana
Sabal uresana är en enhjärtbladig växtart som beskrevs av William Trelease. Sabal uresana ingår i släktet Sabal och familjen Arecaceae. IUCN kategoriserar arten globalt som sårbar. Inga underarter finns listade i Catalogue of Life.

## Bildgalleri

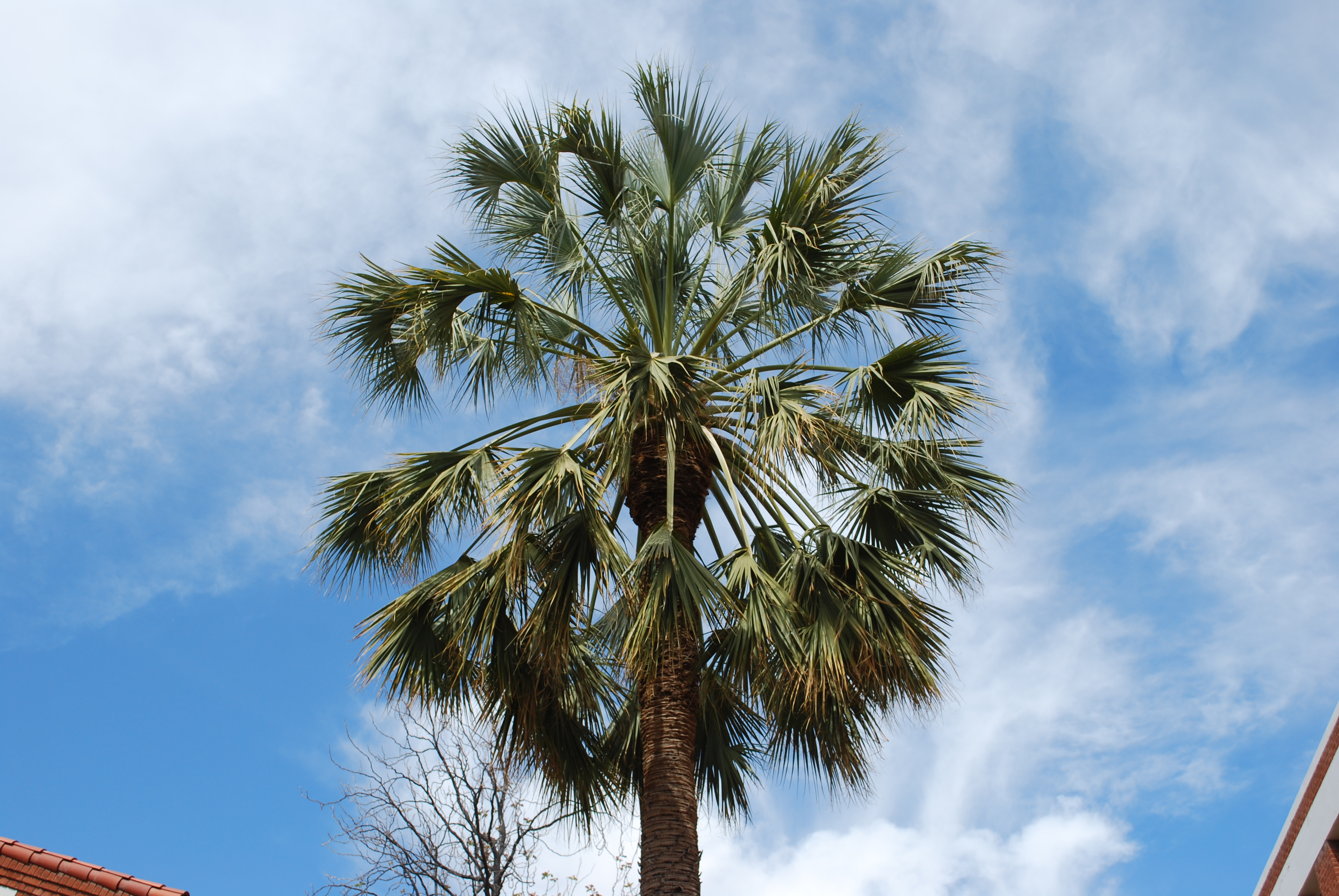